# 江北町立江北中学校
江北町立江北中学校（こうほくちょうりつ こうほくちゅうがっこう）は、佐賀県江北町山口にある公立中学校。

## 概要
歴史
戦前の国民学校高等科と青年学校普通科を母体にして、1947年（昭和22年）の学制改革により、新制中学校として発足。現校名になったのは1952年（昭和27年）。2022年（令和4年）に創立75周年を迎えた。
校訓
「誠実・自主・創造」

校章
白抜きの「中」の文字の中央に、校名である「江北」の文字（縦書き）を配している。
校歌
1950年（昭和25年）制定。作詞は原まさる、作曲は高田信一による。歌詞は4番まであり、各番の歌詞中に校名の「江北中学」が登場する。
通学区域
杵島郡江北町全域。小学校区は江北町立江北小学校。

## 沿革
前史
- 1908年（明治41年）4月1日
  - 尋常高等小学校2校（境堀・中川）の統合により、「江北尋常高等小学校」が設置される[1]
  - 改正小学校令により、尋常科（義務教育）が4年制から6年制に、高等科が4年制から2～3年制に変更となる。（これにより、高等科1年は現在の中学校1年に、高等科2年は現在の中学校2年に相当）
- 1912年（明治45年）4月 - 下小田三本黒木1番地（西分と大西、山口西分の境）に統合校舎が完成し、移転を完了。
- 1922年（大正11年）3月 - 江北尋常高等小学校に「小田・山口二ヶ村組合立 江北農業補習学校」が併置される。
- 1923年（大正12年）4月 - 農業補習学校に女子部が設置される。
- 1926年（大正15年）11月 - 青年訓練所充当「小田・山口二ヶ村組合立 江北公民学校」に改称。
- 1927年（昭和2年）3月 - 女子部が分離し、江北家政女学校として独立。
- 1931年（昭和6年）
  - 3月 - 江北家政女学校を廃止。
  - 4月 - 江北尋常高等小学校の高等科を江北公民学校に統合。これにより、小学校は「江北尋常小学校」に改称。
- 1932年（昭和7年）
  - 4月1日 - 小田村・山口村・佐留志村合併により、「江北村立江北公民学校」に改称[1]。
  - 8月31日 - 佐留志尋常高等小学校に併置されていた青年訓練所充当佐留志公民学校を統合。
- 1933年（昭和8年）4月1日 - 佐留志尋常高等小学校の高等科を統合。尋常科は江北尋常小学校に統合される。
- 1934年（昭和9年）9月7日 - 江北尋常小学校の新築移転により、小学校との併置を解消。
- 1935年（昭和10年）6月1日 - 青年学校令施行により、「江北村立江北青年学校」に改称。
- 1936年（昭和11年）- 「江北村立高等実業青年学校」に改称。
- 1941年（昭和16年）4月1日 - 国民学校令施行により、公民学校の高等科は国民学校高等科（2年制）となる。

創立
- 1947年（昭和22年）
  - 4月1日 - 学制改革が行われる。
    - 江北村国民学校の初等科が、新制小学校「江北村立江北小学校」（6年制）に改組される。
    - 江北村国民学校の高等科が、青年学校の普通科とともに、新制中学校「江北村立江北中学校」（3年制）に改組される。校舎は独立校舎完成までの間、小学校校舎と青年学校校舎を使用。青年学校は1948年（昭和23年）3月末まで存続。
    - 江北高等実業青年学校から江北高等実科女学校が分離・独立。

  - 5月3日 - 開校式を挙行。
- 1948年（昭和23年）
  - 3月31日 - 青年学校および実科女学校が廃止される。
  - この年 - 新校舎1棟が完成。
- 1949年（昭和24年）12月 - 新校舎2棟が完成。
- 1950年（昭和25年）
  - 2月25日 - 校歌を制定。
  - 3月 - 管理棟、理科室、音楽室、宿直室、畜舎が火災で焼失。
- 1952年（昭和27年）4月1日 - 町制施行により「江北町立江北中学校」（現校名）となる。
- 1953年（昭和28年）
  - この年 - 校旗を制定。講堂が完成。
  - 4月1日 - 佐賀県立白石高等学校江北分校が併置される。
- 1954年（昭和29年）- 特別教室が完成。
- 1959年（昭和34年）
  - 3月 - 4教室が完成。
  - 9月1日 - 併置の江北分校が佐賀県立白石高等学校から佐賀県立佐賀商業高等学校へ移管され、「杵島分校江北校舎」に改称。
  - 12月 - 校地を拡張。
- 1960年（昭和35年）4月 - 杵島分校の統合新校舎が完成したため、分校が移転を完了[2]。
- 1961年（昭和36年）7月 - 8教室を増築。
- 1962年（昭和37年）
  - 10月 - 鉱害（石炭採掘による陥没・地盤沈下・床上浸水）の発生により、4教室と講堂の使用が禁止される。
  - 12月 - 仮校舎4教室が完成。
- 1963年（昭和38年）
  - 5月 - 校舎が床上浸水に見舞われる。
  - 10月 - 校舎の現在地への移転が決定する。
- 1964年（昭和39年）
  - 6月25日～26日 - 校舎が浸水したため、6月26日と27日の2日間臨時休業となる。
  - 7月 - 現在地に新校舎20教室が完成。旧校舎5教室移築が完成。生徒の大部分の移転を完了。教室の不足する1年生は江北小学校に収容。
- 1965年（昭和40年）
  - 4月 - 不足していた普通教室5および特別教室等が完成し、全生徒の移転を完了。
  - 5月 - 体育館が完成。
- 1967年（昭和42年）5月 - 完全給食を実施。
- 1972年（昭和47年）4月 - プールが完成。
- 1987年（昭和62年） - 鉄筋コンクリート造4階建て校舎を改築[3]
- 2009年（平成21年）8月 - 旧体育館を解体。
- 2010年（平成22年）3月 - 体育館の改築工事が完了[4][5]。

## 主な部活動
体育系
- 野球部
- サッカー部
- 陸上部（男・女）
- テニス部（男・女）
- バスケットボール部（男・女）
- バレーボール部（男・女）
- 剣道部（男・女）

文化系
- 美術部
- 音楽部

## 義務教育学校の構想
「江北町における義務教育のあり方検討会」において、「江北町義務教育学校」（仮称）基本構想の骨子がとりまとめられ、2023年（令和5年）3月2日に江北町へ、3月3日に町議会と教育委員へ報告が行われた。その概要は以下の通りである。
- 江北小学校と江北中学校を統合した施設一体型の義務教育学校とする。
- 建設予定地は江北中学校敷地内とする。
- 開校時期は2028年（令和10年）4月を目指す。

## 交通
最寄りの鉄道駅
- JR九州 長崎本線・佐世保線 「江北駅」（2022年 「肥前山口駅」から改称）

最寄りのバス停留所
- 祐徳バス 江北町循環線 「江北小学校前」停留所

最寄りの幹線道路
- 国道207号 「江北小学校入口」交差点

## 周辺
- 江北町立江北小学校
- 江北町幼児教育センター
- さわやかスポーツセンター
- イオン江北店
- 山口郵便局 (佐賀県)

## 参考資料
- 「江北町史」（1982年（昭和57年）3月, 江北町）p.436～p.456